# Liste de séismes dans les îles Britanniques
Pour un article plus général, voir Listes de séismes.
Voici une liste des séismes notables s'étant produit dans les îles Britanniques classée en fonction de la date, de l'épicentre et de la magnitude.
Plusieurs centaines de séismes sont détectés par le British Geological Survey à chaque année, mais à peu près tous sont d'une magnitude insuffisante pour être détecté par les êtres humains. Certains séismes ont cependant causé des dégâts, notamment en 1580 et en 1884.
| Date                                                | Épicentre                                                | {\displaystyle M_{L}}                           | Notes |
| --------------------------------------------------- | -------------------------------------------------------- | ----------------------------------------------- | --- |
| janvier 974                                         | Angleterre                                               |                                                 | , |
| 1er mai 1048                                        | Midlands, Angleterre                                     |                                                 | Ressenti à Worcester, Warwick et Derby. |
| 4 juillet 1060                                      | Angleterre                                               |                                                 | [ 3 ] |
| 22 avril 1076                                       | Angleterre                                               |                                                 | Ressenti également en France et Danemark |
| 11 août 1089                                        | Angleterre                                               |                                                 | [ 3 ] |
| 28 août 1119                                        | Ouest de l'Angleterre                                    |                                                 | [ 3 ] |
| 25 juillet 1122                                     | Somerset et Gloucestershire, Angleterre                  |                                                 | [ 3 ] |
| 5 décembre 1129                                     | Angleterre                                               |                                                 | [ 3 ] |
| 4 août 1133                                         | Angleterre                                               |                                                 | [ 3 ] |
| 1er mai 1158                                        | Angleterre                                               |                                                 | [ 3 ] |
| 26 janvier 1165                                     | Est-Anglie, Angleterre                                   |                                                 | [ 3 ] |
| 25 avril 1180                                       | Nottinghamshire, Angleterre                              |                                                 | [ 4 ] |
| 15 avril 1185                                       | Lincoln, Lincolnshire, Angleterre                        |                                                 | La cathédrale de Lincoln a été fortement endommagée. |
| janvier 1199                                        | Écosse                                                   |                                                 | [ 3 ] |
| 23 avril 1228                                       | Angleterre                                               |                                                 | [ 3 ] |
| 1er juin 1246                                       | Canterbury, Kent, Angleterre                             |                                                 | [ 5 ] |
| 13 février 1247                                     | Londres, Angleterre                                      |                                                 | . |
| 20 février 1247                                     | Wales                                                    | ~5,5                                            | Des dommages ont été observés à la cathédrale de Saint David's à Pembrokeshire.                                                                                           |
| 21 décembre 1248                                    | Sud-Ouest de l'Angleterre                                |                                                 | La cathédrale Saint-André de Wells aurait été fortement endommagée. |
| 11 septembre 1275                                   | Sud de l'Angleterre                                      |                                                 | , |
| 4 janvier 1299                                      | Sud-Est de l'Angleterre                                  |                                                 | Ressenti à Kent et au Middlesex. A pu causer l'effondrement de l'église St Andrew de Hitchin.                                                                             |
| 21 mai 1318                                         | Angleterre                                               |                                                 | [ 3 ] |
| 28 mars 1343                                        | Est de l'Angleterre                                      |                                                 | ressenti Lincolnshire. |
| 27 mars 1349                                        | Est de l'Angleterre                                      |                                                 | Ressenti à Beverley, Yorkshire. |
| 21 mai 1382                                         | Canterbury, Kent, Angleterre                             | ~5,8                                            | Séisme Synod (en). Le clocher de la cathédrale de Canterbury a été fortement endommagé. À Kent, la All Saints Church (en) a été fortement endommagée. Ressenti à Londres. |
| 24 mai 1382                                         | Canterbury, Kent, Angleterre                             | ~5,0                                            | Réplique du séisme du 21 mai. |
| 28 décembre 1480                                    | Norfolk, Angleterre                                      |                                                 | [ 3 ] |
| 19 septembre 1508                                   | Mer du Nord                                              |                                                 | Ressenti en Angleterre et en Écosse |
| juillet 1534                                        | Galles du Nord, Wales                                    | ~4,5                                            | Ressenti à Dublin, Irlande. |
| 25 mai 1551                                         | Croydon, Londres, Angleterre                             |                                                 | [ 9 ] |
| 26 février 1575                                     | Midlands de l'Ouest, Angleterre                          | ~5,0                                            | Ressenti jusqu'à York et Bristol. |
| 6 avril 1580                                        | Pas de Calais, Angleterre                                | ~5,8                                            | Séisme de 1580 dans le Pas de Calais |
| 1er mai 1580                                        | Pas de Calais, Angleterre                                | ~4,4                                            | Principale réplique du séisme de 1580 dans le Pas de Calais, ressenti jusqu'à Gravesend.                                                                                  |
| 23 juillet 1597                                     | Écosse                                                   | ~4,6                                            | Ressenti dans toutes les Highlands. |
| 24 décembre 1601                                    | Mer du Nord                                              |                                                 | ressenti à Londres et dans l'est de l'Angleterre. |
| février 1602                                        | Mer du Nord                                              |                                                 | [ 3 ] |
| 8 novembre 1608                                     | Comrie, Perth et Kinross, Écosse                         | ~4,6                                            | [ 3 ] |
| 2 mars 1622                                         | Écosse                                                   |                                                 | [ 3 ] |
| 11 avril 1650                                       | Cumberland (comté), Cumbria, Angleterre                  | ~4,9                                            | [ 3 ] |
| juin 1668                                           | Scottish Borders, Écosse                                 |                                                 | [ 3 ] |
| 6 octobre 1683                                      | Derby, Derbyshire, Angleterre                            | ~4,7                                            | Premier séisme britannique recensé par le British Geological Survey. |
| 27 août 1690                                        | Carmarthen, Carmarthenshire, Wales                       | ~4,7                                            | Ressenti également à Nantwich, Cheshire et Bideford, comté de Devon. |
| 7 octobre 1690                                      | Caernarfon, Gwynedd, Wales                               | ~5,2                                            | Ressenti de Dublin à Londres. |
| 8 septembre 1692                                    | Duché de Brabant, Belgique                               | ~5,8                                            | Ressenti en Angleterre, France, Allemagne et Pays-Bas. |
| 28 décembre 1703                                    | Kingston-upon-Hull, East Riding of Yorkshire, Angleterre | ~4,2                                            | [ 3 ] |
| 25 octobre 1726                                     | Dorchester, Dorset, Angleterre                           | ~3,3                                            | ,. |
| 19 juillet 1727                                     | Swansea, Wales                                           | ~5,2                                            | [ 3 ] |
| 1er mars 1728                                       | Galashiels, frontière écossaise                          | ~4,2                                            | [ 3 ] |
| 25 octobre 1734                                     | Portsmouth, Hampshire, Angleterre                        | ~4,5                                            | Ressenti en France. |
| 30 avril 1736                                       | Ochil Hills, Écosse                                      | ~2,7                                            | réplique ressentie le 1er mai. |
| 1er juillet 1747                                    | Taunton, Somerset, Angleterre                            | ~3,5                                            | [ 3 ] |
| 17 mai 1749                                         | Wimborne Minster, Dorset, Angleterre                     | ~3,4                                            | [ 3 ] |
| 8 février 1750                                      | Londres, Angleterre                                      | ~2,6                                            | ,. |
| 8 mars 1750                                         | Londres, Angleterre                                      | ~3,1                                            | Dernier séisme enregistré dont l'épicentre est situé à Londres. |
| 18 mars 1750                                        | Portsmouth, Hampshire,, Angleterre                       | ~4,3                                            | [ 3 ] |
| 2 avril 1750                                        | Chester, Cheshire, Angleterre                            | ~4,0                                            | [ 3 ] |
| 4 mai 1750                                          | Wimborne Minster, Dorset, Angleterre                     |                                                 | [ 13 ] |
| 23 août 1750                                        | Mer du Nord                                              | ~4,7                                            | |
| 30 septembre 1750                                   | Leicester, Leicestershire, Angleterre                    | ~4,1                                            | [ 3 ] |
| 8 avril 1753                                        | Skipton, North Yorkshire, Angleterre                     | ~4,0                                            | [ 3 ] |
| 19 avril 1754                                       | Whitby, North Yorkshire, Angleterre                      | ~4,4                                            | [ 3 ] |
| 1er août 1755                                       | Lincoln, Lincolnshire, Angleterre                        | ~4,2                                            | [ 3 ] |
| 10 janvier 1757                                     | Norwich, Norfolk, Angleterre                             | ~3,3                                            | [ 3 ] |
| 17 mai 1757                                         | Todmorden, Ouest de l'Yorkshire, Angleterre              | ~3,2                                            | [ 3 ] |
| 15 juillet 1757                                     | Penzance, Cornwall, Angleterre                           | ~4,4                                            | . |
| 12 août 1757                                        | Holyhead, Isle of Anglesey, Wales                        | ~3,5                                            | [ 3 ] |
| 9 juin 1761                                         | Shaftesbury, Dorset, Angleterre                          | ~3,4                                            | , |
| 6 novembre 1764                                     | Oxford, Oxfordshire, Angleterre                          | ~3,4                                            | [ 3 ] |
| 15 mai 1768                                         | Wensleydale, North Yorkshire, Angleterre                 | ~4,4                                            | [ 3 ] |
| 24 octobre 1768                                     | Inverness, Highland, Écosse                              | ~3,4                                            | [ 3 ] |
| 21 décembre 1768                                    | Tewkesbury, Gloucestershire, Angleterre                  | ~4,1                                            | [ 3 ] |
| 2 avril 1769                                        | South Molton, Devon, Angleterre                          | ~3,2                                            | [ 3 ] |
| 14 novembre 1769                                    | Inverness, Highland, Écosse                              |                                                 | Plusieurs morts |
| 22 avril 1773                                       | Caernarfon, Gwynedd, Wales,                              | ~3,7                                            | [ 3 ] |
| 23 avril 1773                                       | Îles Anglo-Normandes                                     | ~4,4                                            | Ressenti à Dorset et dans le nord de la France. |
| 8 septembre 1775                                    | Swansea, Wales                                           | ~5,1                                            | [ 3 ] |
| 28 novembre 1776                                    | Pas de Calais, Angleterre                                | ~4,1                                            | [ 3 ] |
| 14 septembre 1777                                   | Manchester, Greater Manchester, Angleterre               | ~4,4                                            | Ressenti à Manchester, Macclesfield, Preston, Wigan, Stockport et dans les environs.                                                                                      |
| 29 août 1780                                        | Llanrwst, Conwy, Wales                                   | ~3,8                                            | [ 3 ] |
| 9 décembre 1780                                     | Wensleydale, North Yorkshire, Angleterre                 | ~4,8                                            | [ 3 ] |
| 5 octobre 1782                                      | Amlwch, Isle of Anglesey, Wales                          | ~3,7                                            | [ 3 ] |
| 10 août 1783                                        | Launceston, Cornwall, Angleterre                         | ~3,6                                            | [ 3 ] |
| 11 août 1786                                        | Whitehaven, Cumbria, Angleterre                          | ~5,0                                            | [ 3 ] |
| 4 mai 1789                                          | Barnstaple, Devon, Angleterre                            | ~2,9                                            | [ 3 ] |
| 2 mars 1792                                         | Stamford, Lancashire, Angleterre                         | ~4,1                                            | [ 3 ] |
| 2 janvier 1795 et 12 mars 1795                      | Comrie, Perth et Kinross, Écosse                         |                                                 | [ 3 ] |
| 18 novembre 1795                                    | Derbyshire, Angleterre                                   | ~4,7                                            | [ 16 ] |
| 4 août 1797                                         | Argyll (Écosse), Argyll et Bute, Écosse                  | ~3,8                                            | [ 3 ] |
| 12 mars 1800                                        | Conwy, Wales                                             | ~3,3                                            | [ 3 ] |
| 1er juin 1801                                       | Chester, Cheshire, Angleterre                            | ~3,6                                            | [ 3 ] |
| 7 septembre 1801                                    | Comrie, Perth et Kinross, Écosse                         | ~4,6                                            | Séisme le plus important d'une série ayant eu lieu à Comrie entre 1788 et 1801.                                                                                           |
| 21 octobre 1802                                     | Carmarthen, Carmarthenshire, Wales                       | ~3,3                                            | [ 3 ] |
| 12 janvier 1805                                     | Ruthin, Denbighshire, Wales                              | ~3,0                                            | [ 3 ] |
| 21 avril 1805                                       | Stafford, Staffordshire, Angleterre                      | ~3,2                                            | [ 3 ] |
| 18 janvier 1809                                     | Strathearn, Perth et Kinross, Écosse                     | ~3,2                                            | [ 3 ] |
| 31 janvier 1809 et 1er février 1809                 | Strontian, Highland, Écosse                              |                                                 | [ 3 ] |
| 30 novembre 1811                                    | Chichester, Ouest de l'Sussex, Angleterre                | ~3,4                                            | [ 3 ] |
| 1er mai 1812                                        | Neath, Neath Port Talbot, Wales                          | ~3,0                                            | [ 3 ] |
| 17 mars 1816                                        | Mansfield, Nottinghamshire, Angleterre                   | ~4,2                                            | [ 3 ] |
| 13 août 1816                                        | Inverness, Highland, Écosse                              | ~5,1                                            | [ 3 ] |
| 23 avril 1817                                       | Ouest de l'Écosse                                        | ~4,5                                            | [ 3 ] |
| 25 décembre 1820                                    | Kintail, Highland, Écosse                                | ~3,4                                            | [ 3 ] |
| 22 octobre 1821                                     | Rothesay, Argyll et Bute, Écosse                         | ~3,2                                            | [ 3 ] |
| 23 octobre 1821                                     | Comrie, Perth et Kinross, Écosse                         | ~3,0                                            | [ 3 ] |
| 18 janvier 1822                                     | Holme-on-Spalding-Moor, Yorkshire, Angleterre            |                                                 | [ 17 ] |
| 13 avril 1822                                       | Comrie, Perth et Kinross, Écosse                         | ~2,9                                            | [ 3 ] |
| 6 décembre 1824                                     | Portsmouth, Hampshire, Angleterre                        | ~2,9                                            | [ 3 ] |
| 9 février 1827                                      | Caernarfon, Gwynedd, Wales                               | ~2,8                                            | [ 3 ] |
| 2 mars 1831                                         | Deal, Kent, Angleterre                                   | ~3,1                                            | [ 3 ] |
| 28 juillet 1832                                     | Chester, Cheshire, Angleterre                            | ~3,0                                            | [ 3 ] |
| 30 décembre 1832                                    | Swansea, Wales                                           | ~4,3                                            | [ 3 ] |
| 18 septembre 1833 au 27 août 1834                   | Chichester, Ouest de l'Sussex, Angleterre                |                                                 | Un mort, William Marshall, tué par la chute d'une roche à Cocking quarry (en).                                                                                            |
| 20 août 1835                                        | Lancaster, Lancashire, Angleterre                        | ~4,4                                            | [ 3 ] |
| 20 octobre 1837                                     | Tavistock, Devon, Angleterre                             | ~3,2                                            | [ 3 ] |
| 20 mars 1839                                        | Invergarry, Highland, Écosse                             | ~3,2                                            | [ 3 ] |
| 11 juin 1839                                        | Rochdale, Greater Manchester, Angleterre                 | ~2,9                                            | [ 3 ] |
| 1er septembre 1839                                  | Monmouth, Monmouthshire, Wales                           | ~3,5                                            | [ 3 ] |
| 23 octobre 1839                                     | Comrie, Perth et Kinross, Écosse                         | ~4,8                                            | Le plus fort séisme enregistré à Comrie. A causé le bris d'une digue près de Stirling.                                                                                    |
| 18–19 janvier 1840, 7 avril 1840 et 26 octobre 1840 | Comrie, Perth et Kinross, Écosse                         |                                                 | Un monument a été érigé en 1993 et appartient maintenant au Perth Museum (en).                                                                                            |
| 12 mars 1841                                        | Comrie, Perth et Kinross, Écosse                         | ~3,1                                            | [ 3 ] |
| 30 juillet 1841                                     | Comrie, Perth et Kinross, Écosse                         | ~3,9                                            | [ 3 ] |
| 20 décembre 1841                                    | Kintail, Highland, Écosse                                | ~3,0                                            | [ 3 ] |
| 15 août 1842                                        | Caernarfon, Gwynedd, Wales                               | ~3,0                                            | [ 3 ] |
| 25 février 1843                                     | Argyll (Écosse), Argyll et Bute, Écosse                  | ~3,4                                            | [ 3 ] |
| 10 mars 1843                                        | Todmorden, Ouest de l'Yorkshire, Angleterre              | ~3,1                                            | [ 3 ] |
| 17 mars 1843                                        | Mer d'Irlande                                            | ~5,0                                            | [ 3 ] |
| 22 décembre 1843                                    | Îles Anglo-Normandes                                     | ~4,4                                            | ressenti Devon (comté). |
| 18 janvier 1844                                     | Comrie, Perth et Kinross, Écosse                         | ~3,9                                            | [ 3 ] |
| 24 novembre 1846                                    | Comrie, Perth et Kinross, Écosse                         | ~3,0                                            | [ 3 ] |
| 16 novembre 1847                                    | Newport, Wales                                           | ~3,1                                            | [ 3 ] |
| 3 avril 1852                                        | Wells, Somerset, Angleterre                              | ~3,2                                            | [ 3 ] |
| 1er juin 1852                                       | Swansea, Wales                                           | ~2,9                                            | [ 3 ] |
| 12 août 1852                                        | Callington, Cornwall, Angleterre                         | ~3,4                                            | [ 3 ] |
| 9 novembre 1852                                     | Caernarfon, Gwynedd, Wales                               | ~5,3                                            | Ressenti à Galway, Glasgow et Londres. |
| 19 février 1853                                     | Inverness, Highland, Écosse                              | ~3,9                                            | [ 3 ] |
| 27 mars 1853                                        | Hereford, Herefordshire, Angleterre                      | ~3,8                                            | [ 3 ] |
| 1er avril 1853                                      | Coutances, Manche, France                                | ~5,2                                            | Ressenti sur la côte sud de l'Angleterre. |
| 1er avril 1858                                      | Liskeard, Cornwall, Angleterre                           | ~2,9                                            | [ 3 ] |
| 29 septembre 1858                                   | Okehampton, Devon, Angleterre                            | ~2,5                                            | [ 3 ] |
| 6 juin 1858                                         | Stratherrick (en), Highland, Écosse                      | ~3,7                                            | [ 3 ] |
| 13 août 1859                                        | Ixworth, Suffolk, Angleterre                             | ~2,8                                            | [ 3 ] |
| 21 octobre 1859                                     | Padstow, Cornwall, Angleterre                            | ~4,0                                            | [ 3 ] |
| 15 décembre 1859                                    | Settle, North Yorkshire, Angleterre                      | ~3,0                                            | [ 3 ] |
| 13 janvier 1860                                     | Newquay, Cornwall, Angleterre                            | ~4,0                                            | [ 3 ] |
| 6 octobre 1863                                      | Hereford, Herefordshire, Angleterre                      | ~5,2                                            | Ressenti à Kent par Charles Dickens. |
| 21 août 1864                                        | Lewes, East Sussex, Angleterre                           | ~3,1                                            | [ 3 ] |
| 26 septembre 1864                                   | Todmorden, Ouest de l'Yorkshire, Angleterre              | ~3,5                                            | [ 3 ] |
| 15 février 1865                                     | Barrow-in-Furness, Cumbria, Angleterre                   | ~2,2                                            | [ 3 ] |
| 27 février 1867                                     | Grasmere, Cumbria, Angleterre                            | ~2,7                                            | Un récit de ce séisme a été fait par Harriet Martineau. |
| 8 mai 1867                                          | Comrie, Perth et Kinross, Écosse                         | ~3,0                                            | [ 3 ] |
| 4 janvier 1868                                      | Langport, Somerset, Angleterre                           | ~3,0                                            | [ 3 ] |
| 30 octobre 1868                                     | Neath, Neath Port Talbot, Wales                          | ~4,9                                            | Ressenti à Manchester et Blackheath. |
| 9 janvier 1869                                      | Ixworth, Suffolk, Angleterre                             | ~3,1                                            | [ 3 ] |
| 9 mars 1869                                         | Spean Bridge, Highland, Écosse                           | ~3,1                                            | [ 3 ] |
| 15 mars 1869                                        | Rochdale, Greater Manchester, Angleterre                 | ~3,6                                            | [ 3 ] |
| 17 mars 1871                                        | Appleby-in-Westmorland, Cumbria, Angleterre              | ~4,9                                            | [ 3 ] |
| 15 avril 1871                                       | Dunoon, Argyll et Bute, Écosse                           | ~3,1                                            | [ 3 ] |
| 8 août 1872                                         | Dunblane, Stirling, Écosse                               | ~2,9                                            | [ 3 ] |
| 15 novembre 1874                                    | Caernarfon, Gweynedd, Wales                              | ~3,5                                            | [ 3 ] |
| 11 mars 1877 et 23 avril 1877                       | Île de Mull, Argyll et Bute, Écosse                      |                                                 | [ 3 ] |
| 8 avril 1879                                        | Caernarfon, Gwynedd, Wales                               |                                                 | [ 3 ] |
| 28 novembre 1880                                    | Argyll (Écosse), Argyll et Bute, Écosse                  | ~5,2                                            | Le plus fort séisme enregistré en Écosse. |
| 16 janvier 1883                                     | Abergavenny, Monmouthshire, Wales                        | ~3,8                                            | [ 3 ] |
| 25 juin 1883                                        | Launceston, Cornwall, Angleterre                         | ~4,2                                            | [ 3 ] |
| 22 avril 1884                                       | Colchester, Essex, Angleterre                            | ~4,6                                            | Le séisme ayant causé le plus de dégâts depuis 1580. Au moins 2 morts. Ressenti en France et en Belgique. Voir Séisme de 1884 à Colchester (en).                          |
| 18 juin 1885                                        | Market Weighton, Yorkshire, Angleterre                   |                                                 | [ 3 ] |
| 2 novembre 1893                                     | Carmarthen, Carmarthenshire, Wales                       | ~5,0                                            | [ 3 ] |
| 17 décembre 1896                                    | Hereford, Herefordshire, Angleterre                      | ~5,3                                            | ,. |
| 18 septembre 1901                                   | Inverness, Highland, Écosse                              | ~5,0                                            | [ 3 ] |
| 19 juin 1903                                        | Caernarfon, Gwynedd, Wales                               | 4,9                                             | [ 3 ] |
| 27 juin 1906                                        | Swansea, Wales                                           | 5,2                                             | L'un des séismes les plus sévères du Royaume-Uni au XXe siècle,. |
| 14 janvier 1916                                     | Stafford, Staffordshire, Angleterre                      | 4,6                                             | Ressenti de Lancaster à Bristol. |
| 30 juillet 1926                                     | Jersey, Channel Islands                                  |                                                 | [ 3 ] |
| 15 août 1926                                        | Ludlow, Shropshire, Angleterre                           | 4,8                                             | [ 3 ] |
| 24 janvier 1927                                     | North Sea                                                | 5,7                                             | [ 3 ] |
| 7 juin 1931                                         | Dogger Bank, North Sea                                   | 6,1                                             | Séisme de 1931 à Dogger Bank (en) |
| 12 décembre 1940                                    | Galles du Nord                                           | 4,7                                             | , |
| 30 décembre 1944                                    | Skipton, North Yorkshire, Angleterre                     | 4,8                                             | [ 3 ] |
| 11 février 1957                                     | Derby, Derbyshire, Angleterre                            | 5,3                                             | [ 3 ] |
| 9 février 1958                                      | North Sea                                                | 5,1                                             | Ressenti dans l'est de l'Angleterre. |
| 9 août 1970                                         | Kirkby Stephen, Cumbria, Angleterre                      | 4,1                                             | [ 3 ] |
| 10 août 1974                                        | Kintail, Highland, Écosse                                | 4,4                                             | [ 3 ] |
| 26 décembre 1979                                    | Longtown, Cumbria, Angleterre                            | 4,7                                             | Ressenti dans le nord de l'Angleterre et dans le sud de l'Écosse. |
| 19 juillet 1984                                     | Llŷn, Gwynedd, Wales                                     | 5,4                                             | Séisme de 1984 dans la péninsule de Llŷn (en) |
| 29 septembre 1986                                   | Oban (Écosse), Argyll et Bute, Écosse                    | 4,1                                             | [ 3 ] |
| 2 avril 1990                                        | Bishop's Castle, Shropshire, Angleterre                  | 5,1                                             | Séisme de 1990 à Bishop's Castle (en) |
| 15 février 1994                                     | Norwich, Norfolk, Angleterre                             | 4,0                                             | [ 3 ] |
| 4 mars 1999                                         | Île d'Arran, North Ayrshire, Écosse                      | 4,0                                             | [ 3 ] |
| 23 septembre 2000                                   | Warwick, Warwickshire, Angleterre                        | 4,2                                             | Ressenti dans les Midlands. |
| 28 octobre 2001                                     | Melton Mowbray, Leicestershire, Angleterre               | 4,1                                             | Ressenti dans les Midlands de l'Est. |
| 13 février 2002                                     | Galles du Sud                                            | ~3,0                                            | Ressenti à South Wales Valleys (en). |
| 22 septembre 2002                                   | Dudley, Ouest de l'Midlands, Angleterre                  | 4,7                                             | Ressenti entre Liverpool et Londres. Voir Séisme de 2002 à Dudley (en).                                                                                                   |
| 21 octobre 2002                                     | Manchester, Greater Manchester, Angleterre               | 3,2 (08:45) 2,3 (09:04) 3,9 (12:42) 3,5 (12:43) | Séisme de 3,9 suivi par un deuxième de 3,5 22 secondes plus tard,. |
| 14 février 2005                                     | Conwy, Wales                                             | 3,3                                             | [ 29 ] |
| 26 décembre 2006                                    | Dumfries, Dumfries et Galloway, Écosse                   | 3,6                                             | [ 30 ] |
| 28 avril 2007                                       | Folkestone, Kent, Angleterre                             | 4,3                                             | Voir Séisme de 2007 à Kent (en) |
| 10 août 2007                                        | Manchester, Greater Manchester, Angleterre               | 2,5                                             | , |
| 27 février 2008                                     | Market Rasen, Lincolnshire, Angleterre                   | 5,2                                             | Voir Séisme de 2008 dans le Lincolnshire (en). |
| 26 octobre 2008                                     | Bromyard, Herefordshire, Angleterre                      | 3,6                                             | [ 35 ] |
| 15 janvier 2009                                     | Shetland, Écosse                                         | 3,3                                             | [ 36 ] |
| 3 mars 2009                                         | Folkestone, Kent, Angleterre                             | 3,0                                             | [ 37 ] |
| 11 avril 2009                                       | Goxhill, Lincolnshire, Angleterre                        | 3,0                                             | [ 38 ] |
| 28 avril 2009                                       | Ulverston, Cumbria, Angleterre                           | 3,7                                             | , |
| 1er septembre 2010                                  | Mer du Nord                                              | 3,5                                             | [ 41 ] |
| 21 décembre 2010                                    | Coniston, Cumbria, Angleterre                            | 3,5                                             | Ressenti à Cumbria et à Dumfries et Galloway, Île de Man et Lancashire,.                                                                                                  |
| 3 janvier 2011                                      | Ripon, North Yorkshire, Angleterre                       | 3,6                                             | Ressenti dans le Yorkshire et à Cumbria. |
| 23 janvier 2011                                     | Glenuig (en), Highland, Écosse                           | 3,5                                             | [ 45 ] |
| 23 juin 2011                                        | Bovey Tracey, Devon, Angleterre                          | 2,7                                             | [ 46 ] |
| 14 juillet 2011                                     | Manche, Portsmouth, Hampshire, Angleterre                | 3,9                                             | [ 47 ] |
| 21 août 2011                                        | Lochailort (en), Highland, Écosse                        | 2,9                                             | [ 48 ] |
| 20 octobre 2011                                     | Glen Shiel (en), Highland, Écosse                        | 2,4                                             | [ 49 ] |
| 4 décembre 2011                                     | Bodmin, Cornwall, Angleterre                             | 2,2                                             | [ 50 ] |
| 26 janvier 2012                                     | Buncrana, Donegal, Irlande                               | 2,2                                             | |
| 1er juin 2012                                       | Ludlow, Shropshire, Angleterre                           | 2,5                                             | [ 51 ] |
| 18 janvier 2013                                     | Loughborough, Leicestershire, Angleterre                 | 2,9 - 3,2                                       | D'une magnitude de 3,2 selon l'USGS et de 2,9 selon BGS,. |
| 15 mai 2013                                         | Gairloch, Highland, Écosse                               | 2,8                                             | [ 54 ] |
| 18 mai 2013                                         | Acharacle, Highland, Écosse                              | 2,9                                             | [ 55 ] |
| 29 mai 2013                                         | Llŷn, Gwynedd, Wales                                     | 3,8                                             | Ressenti en Irlande et Wales,. |
| 25 août 2013                                        | Mer d'Irlande, Blackpool, Lancashire, Angleterre         | 2,4-3,3                                         | Ressenti à Blackpool, Angleterre,. |
| 20 février 2014                                     | Canal de Bristol, Angleterre                             | 4,1                                             | Ressenti à Somerset, North Devon et Galles du Sud. |
| 17 avril 2014                                       | Rutland, Angleterre                                      | 3,2                                             | Ressenti entre Melton Mowbray et Oakham. |
| 18 avril 2014                                       | Rutland, Angleterre                                      | 3,5                                             | Ressenti également à Oakham et Melton Mowbray. |
| 20 mai 2014                                         | Mer du Nord, Angleterre                                  | 3,4                                             | [ 63 ] |
| 3 juillet 2014                                      | Fort William, Highland, Écosse                           | 2,9                                             | À 18:36 UTC. Ressenti à plusieurs endroits, dont Glencoe, Oban et Lochaber.                                                                                               |
| 11 juillet 2014                                     | Jersey, Channel Islands                                  | 4,3                                             | À 11:54 UTC. |
| 18 juillet 2014                                     | Jersey, Channel Islands                                  | 2,3, 2,1, 2,0                                   | Plusieurs répliques du séisme du 11 juillet ressenties à Jersey,. |
| 23 juillet 2014                                     | Jersey, Channel Islands                                  | 3,3                                             | À 16:26 UTC. Possiblement une autre réplique du 11 et 18 juillet. |
| 25 juillet 2014                                     | Mer du Nord, Angleterre                                  | 2,7                                             | À 19:05 UTC. |
| 22 août 2014                                        | Bettyhill (en), Highland, Écosse                         | 2,0                                             | [ 71 ] |
| 31 août 2014                                        | Ardnamurchan, Highland, Écosse                           | 2,4                                             | Ressenti à Acharacle et Kilchoan (en). |
| 26 octobre 2014                                     | Newark-on-Trent, Nottinghamshire, Angleterre             | 1,7                                             | . |
| 28 octobre 2014                                     | Hucknall, Nottinghamshire, Angleterre                    | 2,6                                             | Ressenti à Mansfield, Papplewick (en), Kirkby-in-Ashfield, Sutton-in-Ashfield, Ravenshead, Newstead Village et Blidworth.                                                 |
| 14 janvier 2015                                     | Gloucester, Gloucestershire, Angleterre                  | 1,8                                             | , |
| 27 janvier 2015                                     | Winchester, Hampshire, Angleterre                        | 2,9                                             | Ressenti au Hampshire. |
| 28 janvier 2015                                     | Rutland, Angleterre                                      | 3,8                                             | L'épicentre était situé près de Oakham. |
| 22 mai 2015                                         | Sandwich, Angleterre                                     | 4,2                                             | À 02:52 BST. |
| 26 mai 2015                                         | Gwynedd, Wales                                           | 3,0                                             | [ 80 ] |